# 香坂英典
香坂 英典（こうさか ひでのり、1957年10月19日 - ）は、埼玉県出身の元プロ野球選手（投手）。右投右打。
1980年に日本プロ野球（NPB）の読売ジャイアンツ（巨人）へ入団すると、1984年に現役を引退してからも、2020年まで同球団に一貫して在籍。退団後の2022年からは、クラブチーム (社会人野球)の全府中野球倶楽部でコーチを務めている。

## 来歴・人物

### プロ入り前
埼玉県立川越工業高等学校では3年夏に県大会ベスト4、秋に特別で中央大学の追加セレクションを受けると捕手であった福田功が宮井勝成監督に進言して同大学理工学部土木工学科へ進学。1年時はメンバー外で合宿所にも入れなかったが、2年の時に練習での投球を評価されて東都大学野球リーグ戦で登板の機会を得た。4年時の1979年に、東洋大学との春季リーグ開幕戦でノーヒットノーラン（リーグ戦史上7人目）と毎回奪三振（通算15個）を記録した。このシーズンには、2試合連続完投勝利を含む7勝1敗の好成績でチームの優勝に貢献。MVPと最優秀投手のタイトルを獲得したほか、ベストナインにも選ばれた。チームの春季優勝によって出場した全日本大学野球選手権大会でも、岡田彰布を中心に打線を構成していた早稲田大学に勝利。この年の夏に開催された第8回日米大学野球選手権でも、日本代表チームの一員に名を連ねた。日米野球では腰痛で本領を発揮できず、大会後の秋季リーグ戦では右肩痛を発症したが、リーグ戦には通算で50試合に登板。18勝14敗、防御率2.51、170奪三振を記録した。硬式野球部での同期に小川淳司・熊野輝光、1学年後輩に高木豊・君波隆祥、2学年後輩に尾上旭・米村明らがいた。
1979年の秋に、大学の先輩である伊藤芳明の誘いを受けたことがきっかけで、伊藤がスカウトを務めていた読売ジャイアンツ（巨人）へ（当時NPBに存在していた）ドラフト外制度を通じて入団。前述したノーヒットノーランなどの実績に加えて、本格派らしい大胆なフォームからカーブ、シュート、スライダー、パームボールなどの変化球を投げ込んでいたため、当時の長嶋茂雄監督などからは即戦力として期待されていた。

### 巨人への入団後
入団1年目の1980年には、一軍公式戦へのデビューを果たしたほか、シーズン終了後の11月に熊本県の藤崎台県営野球場で開かれた王貞治の引退試合（阪神タイガースとのオープン戦）で非公式記録ながら救援で白星を挙げた。
一軍の公式戦でも、1983年8月26日の対ヤクルトスワローズ戦（後楽園球場）で初勝利。同点で迎えた9回表2死からの救援登板で打者1人（中央大学時代の同期だった代打の小川）を凡退させると、その裏にレジー・スミスのソロ本塁打でチームがサヨナラ勝利を収めたことによって、自身に白星が転がり込んだ。もっとも、実際に登板できたのは1980年・1982年・1983年の3シーズン、勝利は上記の1勝のみで、王が一軍の監督へ就任した1984年に現役を引退した。
実働5年で現役を引退してからも、2017年で球団の定年（60歳）に到達するまで、一貫して巨人に在籍。王監督の下で打撃投手（1985年）や先乗りスコアラー（1986年 - 1991年）、藤田元司の第2次監督時代最終年（1992年）から4代の監督（藤田→長嶋→原辰徳→堀内恒夫）の下で広報、堀内の監督退任後の2005年から編成調査室の室長やファンサービス部の次長などを歴任した。定年後の2018年以降も球団事業本部付の嘱託職員として在籍していたが、2020年限りで退団。

### 巨人からの退団後
2021年4月からは、『週刊ベースボール』向けに「巨人軍広報の回顧録　裏方が見たジャイアンツ」という連載コラムを執筆。第1回（4月26日発売号）からの掲載回数が100回を超えたことを機に、2023年6月28日発売号で連載を終えたが、2024年には発行元のベースボール・マガジン社が『プロ野球現場広報は忙しかった。 裏方が見たジャイアンツ黄金時代』というタイトルで書籍化を実現させた。
その一方で、巨人を退団した2020年の末に、学生野球資格の回復に向けた研修会を受講。翌2021年2月5日付で日本学生野球協会から資格回復の適性を認定された。この認定によって、同協会へ加盟する高校・大学の野球部で指導できるようになったが、実際には2021年秋から全府中野球倶楽部（巨人より4年早く1930年に創設されたクラブチーム）でコーチを務めている。巨人のチーム付広報時代に航空自衛隊の新聞記者研修で取材を受けた縁で親交のある岡本兼一（航空自衛隊千歳硬式野球部の元・部長）からの依頼によるもので、コーチ未経験ながら3年計画で古豪・全府中の復活を託された。

## 詳細情報

### 年度別投手成績
| 年 度     | 球 団     | 登 板 | 先 発 | 完 投 | 完 封 | 無 四 球 | 勝 利 | 敗 戦 | セ 丨 ブ | ホ 丨 ル ド | 勝 率 | 打 者 | 投 球 回 | 被 安 打 | 被 本 塁 打 | 与 四 球 | 敬 遠 | 与 死 球 | 奪 三 振 | 暴 投 | ボ 丨 ク | 失 点 | 自 責 点 | 防 御 率 | W H I P |
| --------- | --------- | ----- | ----- | ----- | ----- | -------- | ----- | ----- | -------- | ----------- | ----- | ----- | -------- | -------- | ----------- | -------- | ----- | -------- | -------- | ----- | -------- | ----- | -------- | -------- | ------- |
| 1980      | 巨人      | 1     | 0     | 0     | 0     | 0        | 0     | 0     | 0        | --          | ----  | 8     | 2.0      | 1        | 0           | 0        | 0     | 0        | 1        | 0     | 0        | 1     | 0        | 0.00     | 0.50    |
| 1982      | 巨人      | 3     | 0     | 0     | 0     | 0        | 0     | 0     | 0        | --          | ----  | 27    | 5.0      | 11       | 1           | 1        | 0     | 0        | 5        | 0     | 0        | 3     | 3        | 5.40     | 2.40    |
| 1983      | 巨人      | 4     | 0     | 0     | 0     | 0        | 1     | 0     | 0        | --          | 1.000 | 21    | 5.1      | 4        | 1           | 1        | 0     | 0        | 4        | 0     | 0        | 3     | 3        | 5.06     | 0.94    |
| 通算：3年 | 通算：3年 | 8     | 0     | 0     | 0     | 0        | 1     | 0     | 0        | --          | 1.000 | 56    | 12.1     | 16       | 2           | 2        | 0     | 0        | 10       | 0     | 0        | 7     | 6        | 4.38     | 1.46    |

### 記録
- 初登板：1980年7月15日、対中日ドラゴンズ13回戦（後楽園球場）、8回表から5番手で救援登板・完了、2回1失点
- 初勝利：1983年8月26日、対ヤクルトスワローズ16回戦（後楽園球場）、9回表2死から3番手で救援登板・完了、1/3回無失点

### 背番号
- 31 （1980年 - 1982年）
- 49 （1983年）
- 40 （1984年）
- 87 （1985年）

## 関連情報

### 連載コラム
- 『週刊ベースボール』「巨人軍広報の回顧録　裏方が見たジャイアンツ」（2021年4月26日号から2023年6月28日まで100回にわたって連載）
  - 巨人のチーム付広報時代にも、同誌からの依頼で斎藤雅樹と清原和博（いずれも当時の主力選手）に関するコラムを1本ずつ執筆。読者から好評を博していたため、担当の編集者から連載化を打診されたが、広報業務が多忙なことを理由に固辞していた[6]。

### 著書
- プロ野球現場広報は忙しかった。 裏方が見たジャイアンツ黄金時代（2024年6月、ベースボール・マガジン社、ISBN 978-4-583-11690-7）
  - 「巨人軍広報の回顧録　裏方が見たジャイアンツ」をベースに刊行。